# Balthasar van der Pol
Balthasar van der Pol   (Utrecht, 27 de gener de 1889 - Wassenaar, 6 d'octubre de 1959) va ser un físic neerlandès.
Van der Pol va estudiar física a Utrecht, obtenint el doctorat el 1920. Va estudiar física experimental amb John Ambrose Fleming i Sir J. J. Thomson a Anglaterra. Va entrar a treballar als Philips Research Lab el 1921, on va estar treballant fins a la seva jubilació, el 1949.
Els seus camps d'investigació van ser la propagació d'ones, teoria de circuits, i física matemàtica. L'oscil·lador de van der Pol rep aquest nom en honor seu.
Va rebre la medalla d'honor de l'Institute of Radio Engineers (en l'actualitat IEEE) el 1935. L'asteroide 10443 van der Pol porta el nom en honor seu.